# Topcon
Topcon este o corporație japoneză producătoare de echipament optic pentru domeniul medicinal (oftalmologie) și echipamente gedezice. Sediul central este în Itabashi, Tokyo. Sunt afiliați cu Toshiba, care dețin 40% din capitalul corporației Topcon.